# Павло-Фёдоровка
Па́вло-Фёдоровка — село в Кировском районе Приморского края. Входит в Кировское городское поселение.

## География
Село Павло-Фёдоровка расположено между правым берегом реки Сунгача и железной дорогой Хабаровск — Владивосток.
Дорога к селу Павло-Фёдоровка идёт на запад от села Авдеевка, в с. Авдеевка — станция ДВЖД Шмаковка.
От села Павло-Фёдоровка на юг идёт дорога к железнодорожному разъезду Краевский.
Расстояние до районного центра пос. Кировский (через село Шмаковка) около 21 км.
Село Павло-Фёдоровка стоит на правом берегу реки Шмаковка, от села на запад до правого берега реки Сунгача около 10 км.

## Население
| 1926 | 2002  | 2005  | 2010  |
| ---- | ----- | ----- | ----- |
| 1672 | ↘1251 | ↗1261 | ↘1205 |

## Экономика
- Сельскохозяйственные предприятия Кировского района.